# Uspiesznoje (obwód kurski)
Uspiesznoje (ros. Успешное) – wieś (ros. деревня, trb. dieriewnia) w zachodniej Rosji, w sielsowiecie michajłowskim rejonu rylskiego w obwodzie kurskim.

## Geografia
Miejscowość położona jest nad rzeką Krupka, 1,5 km od centrum administracyjnego sielsowietu michajłowskiego (Michajłowka), 18 km od centrum administracyjnego rejonu (Rylsk), 121 km od Kurska.

## Demografia
W 2010 r. miejscowość zamieszkiwało 95 osób.